# Evangelische Kirche Hazlov

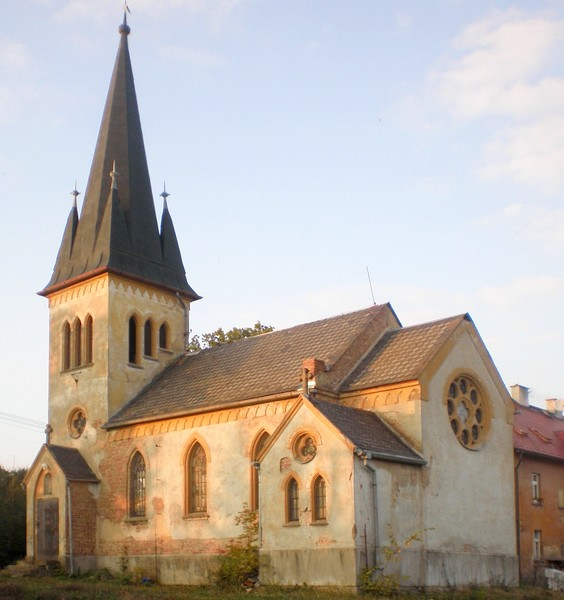
Evangelische Kirche Hazlov

Die Evangelische Kirche Hazlov ist die Pfarrkirche der früheren evangelisch-lutherischen Gemeinde Hazlov (deutsch Haslau) im Karlovarský kraj in Tschechien. Bis 1918 gehörte sie der Evangelischen Superintendentur A. B. Asch, danach der Deutschen Evangelischen Kirche in Böhmen, Mähren und Schlesien an. Nach 1945 kam die Gemeinde zur Evangelischen Kirche der Böhmischen Brüder, wo sie jetzt Teil der Kirchengemeinde Cheb ist.

## Geschichte
Wie im benachbarten Ascher Ländchen hatte sich auch in Haslau seit Beginn des 19. Jahrhunderts das Luthertum ausgebreitet. Im Jahr 1550 wurde Haslau durch den Augsburger Reichs- und Religionsfrieden offiziell evangelisch-lutherisch. Mit dem Restitutionsedikt von 1629 und der nachfolgenden Rekatholisierung im Königreich Böhmen wurde auch Haslau, im Gegensatz zum Gebiet um Asch, wieder katholisch und von 1631 bis 1634 predigten Angehörige des Franziskanerordens in der Haslauer Kirche. Erst das Toleranzpatent von 1780 ermöglichte evangelisch-lutherischen und anderen Glaubensangehörigen eine Wiederansässigkeit in Haslau. Mit der Errichtung des politischen Bezirks Asch 1850, dem auch Haslau zugewiesen wurde, kam es zu einer Verwischung der religiösen Gegensätze und zur Ansiedlung von Protestanten in Haslau. Den entscheidenden Anstoß zum Bau der evangelischen Pfarrkirche von Haslau gab um 1900 die Los-von-Rom-Bewegung, die, finanziell unterstützt seitens des Gustav-Adolf-Vereins, auf die Etablierung evangelischer Kirchengemeinden in den dominant katholischen Landesteilen des Habsburgerreichs zielte. 1904 entstand in Haslau eine evangelische Kirchengemeinde, die 1922 zur Filialgemeinde von Asch erhoben wurde.

## Architektur
Die evangelische Kirche wurde 1907 als verputzter Backsteinbau mit Werksteingliederungen in einfachen neugotischen Formen errichtet. Entworfen wurde sie als eine dreijochige Saalkirche mit einfachem Rechteckchor und südlich anschließender Sakristei. Der Westturm, der auch als Eingangsbau fungiert, ist der Fassade asymmetrisch vorgesetzt, ein runder Treppenturm führt auf die Empore. Das Innere der Kirche ist durch den offenen Dachstuhl geprägt. Der mittels einer Spitztonne gewölbte und ein durch ein achtteiliges Rosenfenster beleuchtete Altarraum enthält in Übereinstimmung mit den Forderungen des Wiesbadener Programms von 1891 einen steinernen Kanzelaltar mit beiderseits aufgeführter Treppenanlage. Als unmittelbares, bis im Detail kopiertes Vorbild dieses Kirchenbaus diente die evangelische Gustav-Adolf-Kirche in Dernbach (Pfalz) von Franz Schöberl, die Julius Zeißig 1902 in dem vom Gustav-Adolf-Verein herausgegebenen Tafelwerk Muster für kleine Kirchenbauten publiziert hatte.